# Rosenmühle (Wertheim)
Rosenmühle ist ein Wohnplatz sowie eine ehemalige Mühle auf der Gemarkung der Wertheimer Ortschaft Mondfeld im Main-Tauber-Kreis in Baden-Württemberg.

## Geographie

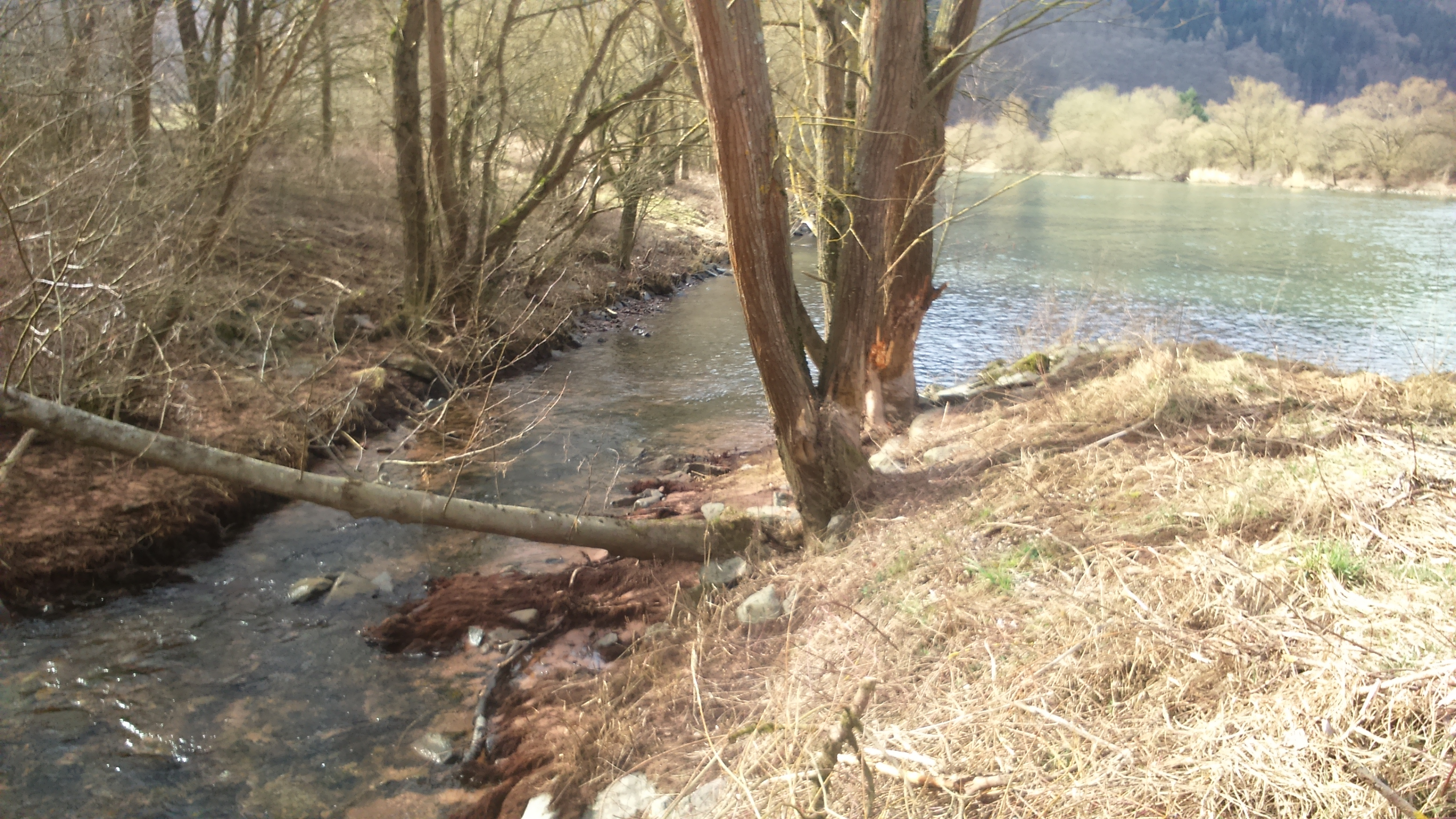
Unweit der Rosenmühle mündet der Wildbach in den Main

Die Rosenmühle mit einem halben Dutzend Häusern befindet sich etwa ein Kilometer südwestlich von Mondfeld. Nach 250 Metern in südlicher Richtung liegt der Freudenberger Stadtteil Boxtal direkt nach der Gemarkungsgrenze Wertheim-Freudenberg. Etwa 400 Meter nordwestlich der Rosenmühle mündet der aus Richtung Boxtal kommende Wildbach in den Main. Unmittelbar westlich des Wohnplatzes befindet sich eine Kläranlage der Stadt Wertheim.

## Geschichte
Auf dem Messtischblatt Nr. 6222 „Nassig“ von 1881 war der Ort als Rosenmühle mit drei Gebäuden verzeichnet. Der Wohnplatz kam als Teil der ehemals selbständigen Gemeinde Mondfeld am 1. April 1972 zur Stadt Wertheim.

## Kulturdenkmale
Kulturdenkmale in der Nähe des Wohnplatzes sind in der Liste der Kulturdenkmale in Wertheim verzeichnet.

## Verkehr
Der Ort ist über die L 2310 (Maintalstraße) zu erreichen, von der am Wohnplatz die K 2879 (Wildbachstraße) ins Wildbachtal abzweigt. Vor Ort befindet sich die gleichnamige Straße Rosenmühle.